# Collège Saint-Sacrement
Le Collège Saint-Sacrement est un établissement privé d'enseignement secondaire situé dans le Vieux-Terrebonne, dans la région de Lanaudière. Il est membre de la FEEP (Fédération des établissements d'enseignement privés) et de l'UNESCO (Organisation des Nations unies pour l'éducation, la science et la culture).

## Historique
Le 24 décembre 1854, Sophie Raymond Masson, veuve de l'homme d'affaires Joseph Masson, s'installe dans un manoir qu'elle s'est fait construire par l'architecte Pierre-Louis Morin,,. Au décès de la veuve Masson en 1883, le bâtiment de style néoclassique est légué aux Sœurs de la Providence de Montréal qui le rétrocèdent à la succession Masson, et il demeure inhabité pendant plusieurs années. Finalement, la propriété est mise aux enchères au décès de son dernier propriétaire et sera acquise par la Congrégation du Très-Saint-Sacrement. Cet ordre religieux qui dispose d'un noviciat depuis son arrivée au pays en 1896 souhaite y former des jeunes recrues.
Le 14 septembre 1902, le Juvénat Saint-Tharcisius est créé dans l'ancien manoir et accueille ses quinze premiers élèves,. En 1913, une chapelle est mandatée à l'architecte Charles Bernier qu'il érige à l'arrière du manoir. Le bâtiment de style romano-gothique est tapissé de tableaux du peintre Georges Delfosse et sera nommé Saint-Tharcisius en l'honneur de la fête de l'Assomption de Notre-Dame. En 1952, un premier pavillon permet d'accueillir davantage de candidats et sera nommé en l'honneur de Joseph Thibault, supérieur de 1917 à 1925. En 1962, un deuxième pavillon se dote de laboratoires conformes au programme classique et sera nommé en l'honneur de Pierre-Julien Eymard, fondateur de la congrégation.
Le 27 septembre 1972, les Éducateurs Associés de Terrebonne Inc. font l'acquisition du Séminaire, devenu mixte à la suite de la fermeture du pensionnat pour garçons deux années plus tôt. En juin 1973, l'administration du Collège de Terrebonne choisit de ne pas renouveler son association avec la commission scolaire régionale de Duvernay de septembre 1967. Elle fera aménager des gymnases puis une cafétéria en 1974, de nouveaux laboratoires en 1988, de nouvelles classes en 1994, une salle de spectacle en 2001, une agora en 2007, des terrains sportifs en 2010, une bibliothèque et une salle de musculation en 2013, un pavillon des sciences en 2016, et un centre sportif en 2024.
L'établissement porte le titre d'École secondaire le 24 avril 1973, puis de Collège le 27 novembre 1999. Le père Henri Leblond, premier supérieur, a établi les grands principes du projet éducatif du Collège.
Le 13 septembre 2021, les bâtiments du collège ont été cité comme immeuble patrimonial par la ville de Terrebonne.

## Mode de vie
| Activités récréatives - Ski et planche à neige - Stations québécoises et nord-est américain - Plein-air - Camping hivernal - Randonnée en montagne - Athlétisme - Escalade - Hockey cosom - Karaté - Kin-ball - Musculation - Table de soccer - Tennis de table - Trampoline - Ultimate | Disciplines parascolaires - Culturelles - Danse - Musique - Robotique - Théâtre - Radioamateur - Sportives - Badminton - Basketball - Football - Gymnastique - Hockey - Volleyball - Futsal - Flag football | Sorties - Cabane à sucre - Camp rouge - Danse de l'Halloween - Danse de la St-Valentin - Défi-Santé Émilie Mondor - Guignolée - Olympiades - Portes ouvertes - Solidarité UNICEF - Visite à la Cité de l'énergie - Visite culturelle à Montréal - Visite culturelle à Ottawa - Visite culturelle à Québec - Voyages |  |

## Faits divers
- Les sites de l'ancienne seigneurie ont servi de décor dans les films Matusalem (1993) de Roger Cantin, The Moth Diaries (2011) de Mary Harron, Le Torrent (2012) de Simon Lavoie ainsi que les clips To Sir With Love (2010) de Nadja, Bonjour tristesse (2014) de Grenadine, et Ton ange gardien (2014) de Leah West[15],[16]. La région est documentée par la SHRT (Société d'histoire de la région de Terrebonne)[17].
- Des visites sont offertes par la SODECT (Société de développement culturel de Terrebonne), puis d'autres pour les anciens étudiants dans un formule de conventum[18]. Un partenariat avec la Ville de Terrebonne lui permet d'organiser des activités notamment avec le marché de Noël de Terrebonne[19] ou l'AOJQ (Association des orchestres de jeunes du Québec)[20].
- Des lockouts ont été provoqués par les membres de la FNEEQ-CSN (Fédération nationale des enseignantes et des enseignants du Québec de la Confédération des syndicats nationaux) en 1984, 1999 et 2005[21],[22],[23] sur la question des exigences demandées par l'employeur.
- Son classement félicité par Forces AVENIR au « Bulletin des écoles secondaires du Québec » de l'Institut Fraser se situe parmi les meilleurs[24].

### Anciens élèves notoires
- Pierre Houde, commentateur sportif (1974).
- Charles Lafortune, acteur et animateur (1984)[25].
- Éric Duhaime, animateur radio et politicien (1986).
- Derek Aucoin, commentateur sportif (1987)[26].
- Édith Cochrane, actrice et animatrice (1994)[27].
- Steven Dubois, médaillé olympique en patinage de vitesse (2014).